# NGC 7367
NGC 7367 (również PGC 69633 lub UGC 12175) – galaktyka spiralna (Sab), znajdująca się w gwiazdozbiorze Pegaza. Odkrył ją Albert Marth 29 sierpnia 1864 roku.
W galaktyce tej zaobserwowano supernową SN 2013dt.